# Страумал, Борис Петрович
Борис Петрович Страумал — советский хозяйственный, государственный и политический деятель, доктор сельскохозяйственных наук, профессор.

## Биография
Родился в 1900 году в Слониме.
Борис Петрович Страумал родился 25 июля (12 июля) 1900 года. Борис Петрович был четвёртым ребёнком в семье, его мать — Елизавета Борисовна Страумал (Аулицен) — родила его в крестьянской усадьбе своих родителей Аулукст. Отец Бориса Петровича, Пётр Яковлевич Страумал, был родом из курляндских крестьян из окрестностей знаменитого дворца Бирона в Рундале (в то время Руенталь). Его родословная прослеживается до начала XIX века, когда латышские крестьяне были освобождены от личной крепостной зависимости и получили фамилии. К моменту рождения Бориса Петровича Петр Яковлевич служил фельдфебелем 118-го пехотного ярославского полка, который располагался в г. Слоним (в настоящее время на севере Белоруссии). Именно там Борис Петрович был крещён в православии, хотя его родители были лютеранами.
Как он впоследствии вспоминал, в то время был порядок, что если отец служит на государственной службе и является инославным, то детей своих он все равно должен крестить в православии. Пётр Яковлевич вышел в отставку в 1906 году и поселился вместе с семьёй в городе Кулдиге (в то время Гольдинген). Там Пётр Яковлевич поступил в речное ведомство и работал старшиной корчеподъёмного крана на реке Венте. В то время Вента ещё была судоходной и в то же время служила для лесосплава. Корчеподъёмный кран был небольшим судном, которое поднимало со дна реки затонувшие бревна и таким образом очищало фарватер.
В Кулдиге Борис Петрович с 1910 по 1914 год учился в Высшем начальном училище, которое закончил в 1914 году. (ВНУ давали образование, эквивалентное четырём классам гимназии). В 1915 году семью Страумалов в связи с войной эвакуировали в г. Жиздру Калужской губернии. В том же году Борис Петрович в г. Жиздра поступил в школу садоводства, которую закончил в 1917 году и остался работать в хозяйстве школы садовником.
В июле 1918 г. он вступил добровольцем в Красную Армию, в которой прослужил до 1925 года, когда был откомандирован в распоряжение Новогородского райкома ВКП(б) Ташкента. Во время Гражданской войны Борис Петрович служил в сапёрных частях в окрестностях г. Бузулука и Соль-Илецка Оренбургской губернии. Особых военных действий там не было, и служба в этих местах, известных своими соляными разработками, запомнилась Борису Петровичу целым рядом забавных историй. Так, например, он рассказывал, что с едой было плоховато, но в какое-то время были в достатке только яйца и огурцы, ну и соль. Их было много, но вариантов их приготовления было не слишком много, и вскоре такая еда надоедала, несмотря на голодное время.
Ближе к концу гражданской войны Борис Петрович решил продолжить военное образование и поехал в Петроград, чтобы поступить в Университет. Когда он туда приехал, оказалось, что приём на обучение уже закончен, и кто-то посоветовал ему поехать в Ташкент, где в то время в Среднеазиатском государственном университете (САГУ) существовал военный факультет. Именно на этот факультет Борис Петрович и поступил в 1920 году. Однако вскоре этот факультет закрылся, и Борис Петрович перешёл на сельскохозяйственный факультет, вспомнив о своём садоводческом образовании.
Во время гражданской войны Борис Петрович закончил в Бузулуке школу красных командиров, документ об этом образовании был подписан Фрунзе, и он же вручал его выпускникам. Тогда же, в 1918 году, Борис Петрович вступил в члены ВКП(б).
В 1925 году у Бориса Петровича и его первой жены, Изабеллы Иосифовны Жугжда, родилась дочь Изольда, а в 1930 году — близнецы Ирина и Феликс. Феликс вскоре умер во младенчестве. Изабелла Иосифовна умерла во время войны, в 1942 г., когда Борис Петрович уже работал на Центральной селекционной станции. Впоследствии он женится вторично на Галине Николаевне Чернышевой. Она работала на Станции защиты растений неподалеку от Центральной селекционной станции. В 1948 году Галина Николаевна умирает вскоре после родов, а затем, через несколько дней, умирает и её новорожденный сын. Спустя некоторое время Борис Петрович женится в третий раз на Ольге Николаевне Чернышевой, младшей сестре Галины Николаевны. Обе сестры происходят из большой семьи. Их отец, Николай Фёдорович Чернышев, был родом из частновладельческих крестьян Курской губернии, его предков удается проследить до начала XVIII века. Мать, Александра Никитьевна Абакумова, приехала в Ташкент с родителями в 1890 году с Урала. Она происходит из черносошных (государственных) крестьян Урала, которые жили там с момента включения Урала в Российское государство вскоре после сибирского похода Ермака. Эти линии прослеживаются до конца XVI века.
Параллельно с обучением в САГУ, Борис Петрович в 1925—1927 годах работал в Новогородском райкоме ВКП(б) Узбекистана инструктором, а затем — заместителем заведующего Орготделом. Поступил в 1922 году в Среднеазиатский государственный университет, окончил в 1927 г. полный курс по фототехнической секции сельскохозяйственного факультета. В 1927 г. Б. П. Страумал вместе со своим другом и однокашником появились на Туркестанской селекционной станции по селекции сортов хлопчатника в урочище Ялангач. Эта селекционная станция была основана в 1922 году Г. С. Зайцевым, который был её первым директором. Зайцев встретил молодых людей нелюбезно, он объяснял им, что наука — не дело плохо образованных выскочек, что для занятий наукой важно вырасти в интеллигентной семье, среди книг и получить определённое воспитание. Но с направлением из Райкома партии поделать было нечего, молодые люди были настойчивы и остались работать на селекционной станции. Впрочем, Г. С. Зайцев был профессором университета, и его фотография тоже помещена среди преподавателей курса, который Борис Петрович закончил в 1928 году. Борис Петрович под руководством Я. Д. Нагибина занимался селекцией длинноволокнистых сортов хлопчатника типа 1838. К концу он выполнил на станции исследовательскую работу на тему: «Результаты испытания хлопчатника селекционного питомника Туркестанской селекционной станции по данным 1928 года» и защитил её в качестве дипломной на сельскохозяйственном факультете САГУ. На этом основании ему была присвоена квалификация учёного-агронома.
Затем, в 1929 году, Б. П. Страумал был назначен уполномоченным народного комиссариата земледелия Узбекистана в Ассатинском районе (Ферганская долина). Его работа сводилась к организации колхозов и их землеустройству. В конце 1929 года он был назначен директором первой в Узбекистане машинно-тракторной станции (МТС) в Ассатинском районе. МТС были созданы в Советском Союзе одновременно с организацией колхозов. Они предоставляли сельскохозяйственную технику сельхозпроизводителям, обслуживали, ремонтировали тракторы, комбайны и другую технику, сдавали её в аренду.
Борис Петрович вспоминал, что, назначив его директором МТС, ему выдали лошадь и пистолет. На лошади, рассказывал Борис Петрович, я ездил, хотя и не очень умел, а пистолет спрятал подальше. Дело в том, что в то время Ферганская долина была все ещё в состоянии вялой гражданской войны, там постреливали, и вполне можно было встретить не очень дружелюбных вооружённых людей. Мой отец говорил, что без оружия ещё можно было от них как-то отговориться, но если бы нашли оружие, безусловно застрелили бы, и как-то сопротивляться было бы все равно невозможно. В 1930 году Страумала переводят во Всесоюзный научно-исследовательский хлопковый институт (СоюзНИХИ), расположенный под Ташкентом. В 1932 году Борис Петрович становится директором этого института.
В пору, когда Борис Петрович начал работать в СоюзНИХИ, учёные и преподаватели в СССР не имели научных степеней и учёных званий. Они были отменены в 1918 г. большевиками вместе с дворянскими титулами, офицерскими званиями и статскими рангами. Однако постепенно все это восстанавливалось, и в 1934 г. дошла очередь до учёных степеней и научных званий. Они были восстановлены в 1934 г. Постановлением Совнаркома. Это Постановление вводило процедуру защиты кандидатских и докторских диссертаций, в принципе, похожую на ту, что существует и поныне. Однако, одномоментно провести защиты диссертаций для всех уже работавших учёных и преподавателей было невозможно. Поэтому защищаться стали молодые научные сотрудники, а уже работавшим степени и звания присваивались по совокупности документов. Отец вспоминал, что их учёный секретарь собрал необходимые документы и отправился в Москву, через пару месяцев он вернулся и привёз всем научным сотрудникам дипломы — кому кандидата, кому доктора. Б. П. Страумал вспоминает, что тогда этому никто не придавал особого значения, однако впоследствии оказалось, что те, кто получил кандидата, должен защищать ещё и докторскую диссертацию. Так Борис Петрович Страумал в первый раз стал кандидатом сельскохозяйственных наук. Однако ни в его личном деле, ни в домашнем архиве пока не удалось найти каких-то документов об этом.
Работая в 1930—1938 годах в системе научно-исследовательского института по хлопководству, вначале в качестве заведующего отделом массового опытничества, затем — заместителя директора по научной части, и, наконец, с 1932 по 1938 год директором института, Б. П. Страумал уделял много внимания и принимал непосредственное участие в разработке вопросов районирования агромероприятий по получению высокой урожайности хлопчатника по республикам и районам Средней Азии; изучения передового опыта стахановцев по хлопчатнику; изучения условия получения высоких урожаев хлопчатника путём закладки многофакторных комплексных опытов.
С 1930 по 1937 год Страумалом была написана 21 работа, изданные в журналах «За высокий урожай», «Народное хозяйство Средней Азии», «За хлопковую независимость» и других. В этих статьях обобщаются система мероприятий по получению высоких урожаев хлопчатника в республиках Средней Азии, результаты изучения передового опыта стахановцев по получению высоких урожаев, организации массового опытничества в колхозах, о чеканке хлопчатника, вопросы обработки почв, агротехнике выращивания высоких урожаев. Эти работы, направленные на внедрение достижений науки и передового опыта в хлопковые колхозы и совхозы, сыграли большую положительную роль в подъёме хлопководства в Советском Союзе.
Директором СоюзНИХИ Борис Петрович оставался до февраля 1938 г. 30 ноября 1937 г. появилась директива НКВД СССР о проведении арестов по «национальным» линиям от 30 ноября 1937 года, дополненной затем постановлением Политбюро ВКПб от 1 февраля 1938 г. «О продлении репрессий среди населения по признаку национальной принадлежности». В феврале 1938 года вместе с двумя другими латышами, жившими в Ташкенте, Б. П. Страумал был арестован и следующие полтора года провёл в заключении. Выйти оттуда Борису Петровичу позволило стечение нескольких счастливых обстоятельств. Во-первых, оставшиеся на свободе друзья, в первую очередь, А. Н. Ташланов, не оставляли попыток вызволить его оттуда. Во-вторых, в 1939 г. на смену наркому внутренних дел Н. Ежову пришёл Л. Берия, который освободил часть заключённых, «несправедливо репрессированных». И, в-третьих, дед О. И. Носковича, который познакомился с Б. П. Страумалом в заключении, впоследствии вспоминал, что в 1939 г. выпускали тех, кто несмотря на «усилия» следователей не подписал на себя никаких признательных показаний.
В октябре 1939 года Борис Петрович поступает на работу в Центральную селекционную станцию, где он в свое время выполнял дипломную работу. Его зачисляют приказом задним числом с августа 1939 г. с предоставлением двухмесячного оплачиваемого отпуска для поправки здоровья. Центральная селекционная станция была в то время филиалом СоюзНИХИ. С 1943 г. Борис Петрович становится заместителем директора Центральной селекционной станции по научной работе. Он оставался в этой должности до 1971 г. На Центральной селекционной станции (впоследствии она стала отдельным от СоюзНИХИ Институтом селекции и семеноводства хлопчатника) Борис Петрович занялся уже непосредственно селекцией сортов хлопчатника с белым и цветным волокном.
С 1940 по 1956 год Б. П. Страумалом написана 41 работа и научная статья, опубликованные в изданиях СоюзНИХИ, журналах «Социалистическое сельское хозяйство Узбекистана», «Хлопководство», в изданиях академии наук Узбекской ССР и других. В работах этого периода освещены вопросы агробиоморфологической характеристики промышленных и новых перспективных сортов хлопчатника, сроки посева хлопчатника, вопросы селекции и семеноводства, сортовой агротехники, результаты селекции сортов хлопчатника с цветным волокном. Значительная часть статей посвящена итогам по сравнительному изучению новых сортов, агротехнике этих сортов. В нескольких статьях освещены вопросы избирательного оплодотворения хлопчатника и другие мичуринские методы селекции хлопчатника.
За период с 1939 по 1948 год Б. П. Страумал методами советской агробиологической науки вывел несколько сортов хлопчатника с цветным волокном: С-4001, С-4018, С-4028, С-4037, С-4043, С-4017, С-4086. Если первый сорт хлопчатника с коричневым волокном С-4001 имел короткую длину волокна в 25-26 мм, был малоурожайным сортом, то сорта С-4037 и С-4086 имеют длину волокна в 30-32 мм, а по урожайности равны или превышают стандартный сорт 108-Ф на 5-10 %.
Б. П. Страумал много внимания уделял изучению методов и техники применения внутрисортовых скрещиваний у хлопчатника, в результате чего стало возможно практически внедрить этот метод в семеноводческой работе по хлопчатнику. Также он много внимания уделял изучению особых требований к агротехнике таких промышленных сортов, как С-460, 18819, С-4018, 108-Ф. Эти исследования были использованы при составлении агрономических правил выращивания сортов С-460, 18819, С-4018, 108-Ф.

## Творческий путь
В годы Великой Отечественной войны Борис Петрович выполнил заказ Совета министров СССР по выведению специализированного сорта хлопчатника с цветным волокном (сортов С-4001, С-4018, С-4037, С-4084 и многих других) с коричневым волокном. Борис Петрович занимался не только выведением новых сортов хлопчатника, но и проводил огромную работу по испытанию и размножению этих сортов в различных почвенно-климатических условиях Узбекской ССР и других республик Средней Азии.
Взрывной рост производства хлопка-сырца в Узбекистане с примерно 1,5 млн тонн в конце 60-х годов до 5 млн тонн в середине 80-х не случайно совпал с изобретением так называемого миномётного («холодного») старта стратегических ракет. В этой схеме ракета выбрасывается из шахты или пусковой установки с помощью огромного порохового заряда (как из пушки). Жидкостный ракетный двигатель (ЖРД) ракеты включается уже в начале её полета. При этом, конечно же, потребовалось огромное количество пороха, а его делают, прежде всего, из хлопка.
Борис Петрович уделял большое внимание экономическому значению новых сортов. Он установил, что коричневое волокно сохраняет свои свойства после стирки и стерилизации на протяжении нескольких лет.
Борис Петрович Страумал является автором и соавтором скороспелого, высокопродуктивного сорта хлопчатника С-4727, районированного в 1961 г. Сорт относится к группе скороспелых сортов с вегетационным периодом 115—120 дней. Масса сырца одной коробочки 6,3-6,5 г, выход волокна 37-38 %, длина волокна 33,5 мм, разрывная нагрузка 4,4-4,6 гс, метрический номер 5660-5960, разрывная длина 26,0-26,3 км. Площадь посева под этим сортов в северных и предгорных районах Азербайджанской, Туркменской, Узбекской, Казахской республик и Каракалпакской автономной республики достигала ежегодно 300—450 тыс. га.
Экономическая эффективность от возделывания сорта С-4727 за счет скороспелости, более высокой урожайности, лучшего качества волокна и более высокого его выхода составляла в 1970 гг. 140—160 млн рублей. Сорт С-4727 послужил исходной формой при выведении вилтоустойчивых сортов Ташкент-1, 2, 3, 6 и многих других.
В своих работах Борис Петрович осветил состояние хлопководства и задачи селекционеров в создании новых сортов. Основной её особенностью является внедрение более вилтоустойчивых сортов хлопчатника с хорошими технологическими качествами волокна, которые обеспечивают производство всех ассортиментов тканей, вырабатываемых в нашей стране. В результате был создан сорт С-4880, относящийся к группе среднескороспелых. Масса сырца одной коробочки 6,1-6,5, выход волокна 35-36 %, длина волокна 32-33 мм, разрывная нагрузка 4,6-4,7 гс, метрический номер 5400-5630, разрывная длина 26,5 км. Масличность семян на 2 % больше, чем у сорта Ташкент-1.
В 1986 году сорт С-4880 высевался в Ташкентской области на площади 123,7 тыс. га. Сорт обладает также высокой прочностью волокна, что позволяет хозяйствам собирать 80-85 % урожая первого сорта. Не районирован за недостатком тонины волокна.
Сорт Наманган относится к группе среднеспелых сортов. Масса сырца одной коробочки 6,0-6,5 г, выход волокна 36-37 %, длина волокна 32,5-33,5 мм, разрывная нагрузка 4,5-4,6 гс, метрический номер 5700-5800, разрывная длина 25,5-26,5 км. Сорт сравнительно устойчив к заболеванию вилтом. Признан перспективным с 1990 г. В 1990 г. занимал в Узбекистане площадь более 45 тыс. га.
Сорт С-4908 является скороспелым, вилтоустойчивым с высоким выходом волокна. Масса сырца одной коробочки 5,5-6,0 г, выход волокна 37,0-38,0 %, длина волокна 34-35 мм, разрывная нагрузка 4,6-4,7 гс, метрический номер 5600-5800, разрывная длина 26,5-27,5 км. Сорт очень урожайный. В Киргизии в 1990 г. признан перспективным и начато его предварительное размножение. По этому сорту открыто три элитных хозяйства в Киргизии.
Вся деятельность Бориса Петровича была направлена на развитие хлопководства и разработку одной из основных его проблем — селекцию и семеноводство хлопчатника, поиск нового исходного материала, более эффективных методов селекции.
Борис Петрович был широко эрудированным, высококвалифицированным специалистом в области агротехники, селекции и семеноводства хлопчатника. Своим опытом он щедро делился с молодыми специалистами, оказывал неоценимую помощь производственникам. Под его непосредственным руководством вырос ряд высококвалифицированных специалистов, работающих в различных областях сельского хозяйства.
С 1930 по 1985 год им опубликовано более 110 работ и две монографии: «Сорта хлопчатника с основами селекции» и «Сорт 108-Ф», которые являются настольными книгами всех ученых, работающих в области селекции хлопчатника.
Он исполнял большую общественную и партийную работу, неоднократно избирался членом райкома партии. В 1963 г. был избран депутатом Верховного Совета Каракалпакской АССР.
Деятельность Бориса Петровича в области хлопководства была заслуженно оценена научной общественностью и правительством. В 1960 г. ему присвоено почетное звание Заслуженный деятель науки и техники УзССР. Он награждён Орденом Ленина, Орденом Октябрьской революции, двумя Орденами Трудового Красного знамени, Орденом Красной Звезды, двумя орденами «Знак Почета», Орденом Дружбы народов, семью медалями СССР, восемью медалями ВСНХ и ВДНХ СССР, медалью «За трудовое отличие», двумя Почетными грамотами Президиума Верховного Совета Узбекской ССР.
Член КПСС с 1918 года.
С 1918 года — на хозяйственной, общественной и политической работе. В 1918—1972 годах — участник Гражданской войны, инструктор, заместитель заведующего отделом Янгийского райкома КП(б)Уз города Ташкента, директор МТС в Ленинском районе Андижанской области, директор СоюзНИХИ, заведующий отделом селекции, начальник селекционной станции СоюзНИХИ, заместитель директора института по научной работе.
Умер в Ташкенте в 1987 году.